# 岡田索雲
岡田 索雲（おかだ さくも）は、日本の漫画家。大阪府出身。

## 来歴
2008年、河川敷で暮らすホームレスを描いた短編『ブラックタイガー』で第24回MANGA OPEN大賞を受賞し、『モーニング』（講談社）でデビュー。
2013年から2015年まで、『ビッグコミックスペリオール』（小学館）で『鬼死ね』を連載。
2016年から2017年まで、『漫画アクション』（双葉社）で『マザリアン』を連載。2018年から2020年まで、同誌で『メイコの遊び場』を連載。

## 作品リスト

### 連載
- 鬼死ね（小学館『ビッグコミックスペリオール』2013年17号 - 2015年10号、全4巻）
- マザリアン（双葉社『漫画アクション』2016年14号 - 2017年15号、全3巻）
- メイコの遊び場（双葉社『漫画アクション』2018年19号 - 2020年11号、全3巻）
- あの日の腹の虫（双葉社『漫画アクション』2024年2号 - 2024年4号） - 短期集中連載
- ザ・バックラッシャー（双葉社『漫画アクション』2025年2号[7] - 、既刊1巻）

### 読み切り
- 妖怪読切シリーズ第1弾 東京鎌鼬（双葉社『漫画アクション』、2021年No.6）[注 1]
- 妖怪読切シリーズ第2弾 忍耐サトリくん（双葉社『webアクション』、2021年6月18日）[注 1]
- 妖怪読切シリーズ第3弾 川血（せんけつ）（双葉社『webアクション』、2021年8月20日）[注 1]
- 妖怪読切シリーズ第4弾 猫欠（びょうけつ）（双葉社『webアクション』、2021年10月8日）[注 1]
- 妖怪読切シリーズ第5弾 峯落（ほうらく）（双葉社『webアクション』、2022年1月14日）[注 1]
- 妖怪読切シリーズ第6弾 追燈（ついとう）（各電子書店、2022年7月1日）[注 1]
- ようきなやつら（単行本『ようきなやつら』描きおろし[8]）